# マルコ・ヤリッチ
マルコ・ヤリッチ（セルビア語: Марко Јарић,英語: Marko Jaric、1978年10月12日 - ）は、セルビアのプロバスケットボール選手。ユーゴスラビア連邦セルビア社会主義共和国ベオグラード出身。身長201cm、体重101.6kg。ポジションはポイントガード、シューティングガード。

## 家族・生い立ち
セルビア人のプロバスケットボール選手で偉大なポイントガードだった、ストレチコ・ヤリッチ(Strećko Jarić)の息子。

ギリシャの市民権も持っている。

2008年6月12日、ブラジル出身のスーパーモデル、アドリアナ・リマ(この日は彼女の誕生日)にプロポーズし、婚約した。後にアドリアナと結婚し2人の娘に恵まれるものの、2014年5月に離婚を発表した。

## キャリア概観

### プロデビュー・欧州時代
1996年、17歳でギリシャ男子プロバスケットボールリーグ2部のPeristeri BCでプロデビュー

1998年、19歳でイタリア男子プロバスケットボールリーグセリエAの名門、フォルティトゥード・ボローニャに移籍。

2000年、21歳で同じボローニャを本拠地とするライバルチーム、ヴィルトゥス・ボローニャに移籍。エマニュエル・ジノビリやアントワン・リゴドーらとチームメイトになる。

2000-2001シーズン、ヴィルトゥス・ボローニャはセリエAで優勝。同年、ユーロリーグも制覇した。

### NBA
2000年のNBAドラフトでロサンゼルス・クリッパーズから2巡目全体30位で指名される。